# Ronny (zanger)
Ronny, pseudoniem voor Wolfgang Roloff (Bremen, 10 maart 1930 – aldaar, 18 augustus 2011), was een Duitse schlagerzanger, componist en producent. Hij was sinds de jaren 1960 vooral als zanger bekend.

## Carrière
Wolfgang Roloff begon na afronding van de lagere school een opleiding als geluidstechnicus. In 1954 werd hij lid van het Valerie Trio, met Valerie Hueck en Wolfgang "Eddy" Börner, die meewerkten in de film Am jeden Finger zehn. Na het vertrek van Hueck gingen Roloff en Börner als duo verder en namen ze vanaf 1959 als Bob en Eddy meerdere singles op. Naderhand maakte Roloff nog andere singles, ook samen met Rolf Simson als Die Colorados en als Die Blizzards met Kai Warner, de broer van James Last.
Ook werden instrumentale opnames gemaakt onder diverse pseudoniemen. In 1963 kwam de eerste solo-opname. Onder het pseudoniem Onkel Bänkel kwamen de nummers Des Klempners Töchterlein, Das kommt vom vielen … en onder het pseudoniem Ronny Oh my darling, Clementine uit, dat wekenlang in de charts werd genoteerd.
Verdere successen werden in de late jaren '60 geboekt en in de jaren '70 ging hij zich meer toeleggen op het componeren en produceren. Samen met Hans Hee schreef hij de nummers Ich bau dir ein Schloß, Schneeglöckchen im Februar en Liebe Sonne lach doch wieder voor Heintje.
In oktober 1981 had Ronny een optreden in de ZDF-tv-show Unsere schönsten volkstümlichen Lieder in de Dortmunder Westfalenhalle met het nummer Hohe Tannen. In 1984 bracht hij zijn nieuwe LP Stimme des Meeres uit. Daarna wijdde hij zich geheel aan zijn geluidsstudio, Studio Nord Bremen.
In 1970 schreef hij het nummer Sierra madre del sur, in die tijd een matig succes, maar dat veranderde in 1987, toen de Schürzenjäger het opnamen en hiermee een grote hit scoorden. Het nummer werd daarna door meerdere artiesten opgenomen, waaronder de Kastelruther Spatzen, Heino, Tony Marshall en Marianne & Michael.
Ronny overleed in de leeftijd van 81 jaar en werd bijgezet op het kerkhof van het Bremer stadsdeel Walle.

## Discografie
Zie ook: Discografie van Ronny (zanger)

### Singles in de Nederlandse Single Top 40
| Single met eventuele hitnotering(en) in de Nederlandse Top 40 | Datum van verschijnen | Datum van binnenkomst | Hoogste positie | Aantal weken | Opmerkingen |
| ------------------------------------------------------------- | --------------------- | --------------------- | --------------- | ------------ | ----------- |
| Tijd voor Teenagers Top 10                                    |                       |                       |                 |              |             |
| Oh my darling Caroline                                        | 1963                  | 2-5-1964              | 7               | 6            |             |
| Nederlandse Top 40                                            |                       |                       |                 |              |             |
| Kenn ein Land / Kleine Annabell                               | 1964                  | 02-01-1965            | 18              | 20           |             |
| Darling goodnight                                             | 1965                  | 26-06-1965            | 38              | 4            |             |
| Eine kleine Träne                                             | 1966                  | 7-05-1965             | 38              | 1            |             |

### Alle singles
- 1963: Happy Cowboy
- 1963: Oh My Darling Caroline
- 1964: Kein Gold im Blue River
- 1964: Geen goud in Blue river (enige Nederlandse nummer door Ronny gezongen)
- 1964: Kenn ein Land / Kleine Annabell
- 1965: Darling, Goodnight
- 1965: Anja, Anja
- 1966: Eine kleine Träne
- 1966: Dunja, du
- 1967: Lass die Sonne wieder scheinen
- 1967: Adios My Darling
- 1968: Doch dann kamst du
- 1968: Hohe Tannen
- 1968: Laura, oh Laura
- 1969: Er war nur ein armer Zigeuner
- 1969: Sie war so wunderbar
- 1971: Little sweetheart Belinda
- 1971: Good morning my sweet Adalita

### Albums
| Album met eventuele hitnotering(en) in de Nederlandse Album Top 100 | Datum van verschijnen | Datum van binnenkomst | Hoogste positie | Aantal weken | Opmerkingen |
| ------------------------------------------------------------------- | --------------------- | --------------------- | --------------- | ------------ | ----------- |
| Oh My Darling Caroline                                              |                       | 1964                  | -               | -            |             |
| Über Länder und Meere                                               |                       | 1965                  | -               | -            |             |
| Die Grossen Erfolge                                                 |                       | 1967                  | -               | -            |             |
| Hohe Tannen                                                         |                       | 1968                  | -               | -            |             |
| Weihnachten zu Hause                                                |                       | 1968                  | -               | -            |             |
| Die Grossen Erfolge 2                                               |                       | 1969                  | -               | -            |             |
| Über Die Weite Prärie                                               |                       | 1969                  | -               | -            |             |
| Im schönsten Wiesengrunde                                           |                       | 1970                  | -               | -            |             |
| Little Sweetheart Belinda                                           |                       | 1971                  | -               | -            |             |
| Die Sonne geht unter die Sonne geht auf                             |                       | 1973                  | -               | -            |             |
| Mit dem Wind muß ich weiterzieh'n                                   |                       | 1975                  | -               | -            |             |
| Stimme der Heimat                                                   |                       | 1981                  | -               | -            |             |
| Stimme des Meeres                                                   |                       | 1984                  | -               | -            |             |

- Gemeinsame Normdatei: 134501497
- International Standard Name Identifier: 0000 0000 7881 3483
- Library of Congress Control Number: no2010084266
- MusicBrainz: 072f218c-da41-4a7a-b0aa-9aa816dc160c
- Virtual International Authority File: 79648813
- WorldCat: E39PBJht9qhFDF4P4Rp884fTHC